# Astyanax varzeae
Astyanax varzeae är en fiskart som beskrevs av Abilhoa och Duboc 2007. Astyanax varzeae ingår i släktet Astyanax och familjen Characidae. Inga underarter finns listade.